# Cima Frappier
La Cima Frappier (3.003 m s.l.m.) è una montagna delle Alpi Cozie che si trova tra la val Germanasca e la valle Argentera nel territorio della Città metropolitana di Torino.

## Caratteristiche

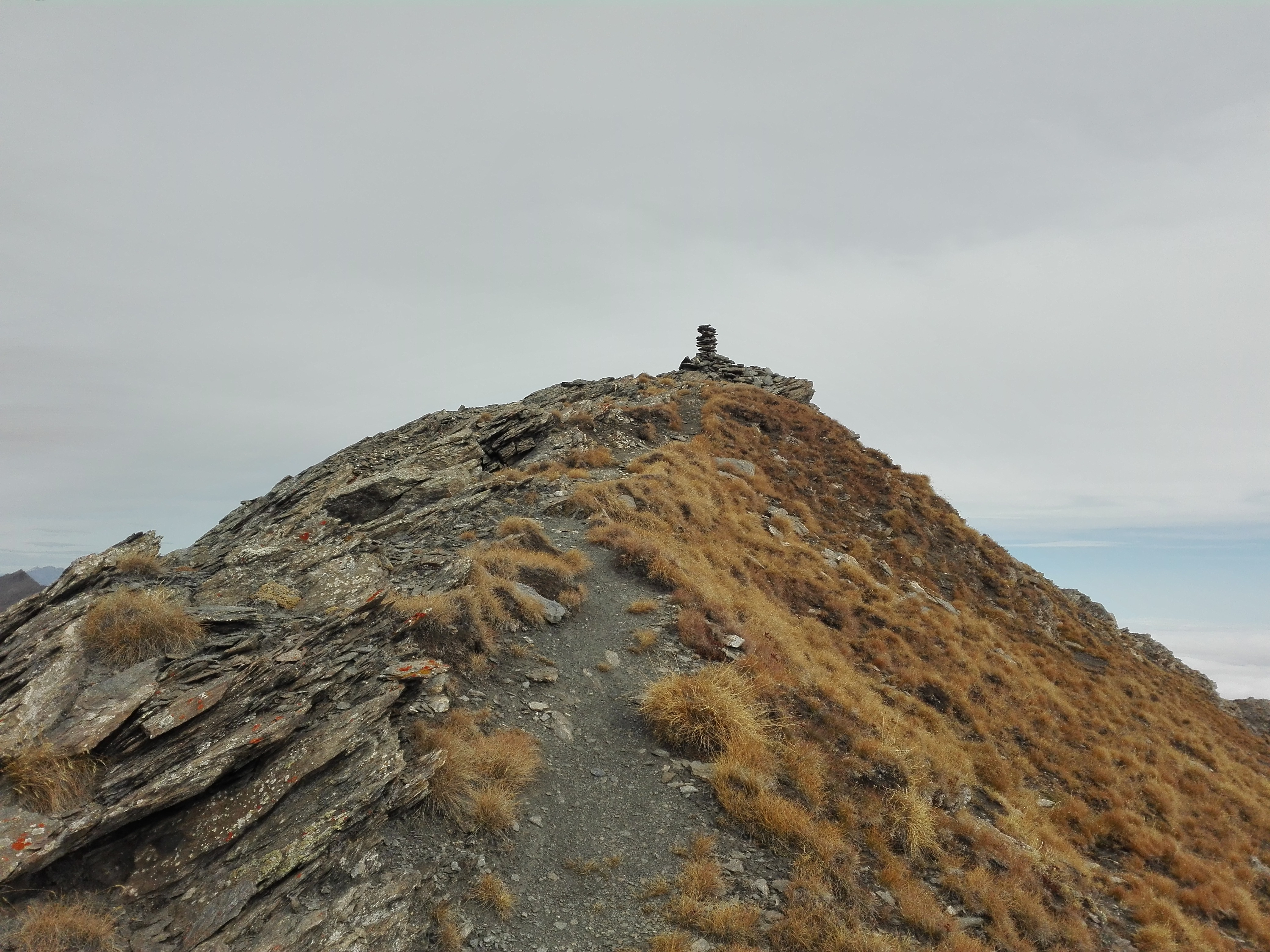
La vetta della montagna salendo dal colle Frappier.

La montagna si trova lungo la cresta che partendo dal Grand Queyron conduce alla Punta Vergia. Il colle Frappier (2.891 m) la divide dal Grand Queyron mentre il colle della Longia (2.817 m) ed una lunga cresta lo separa dalla Punta Vergia.
Il toponimo frappier prende origine dal termine frapì che in occitano significa brucato dai greggi.

## Salita alla vetta
La salita alla vetta è di livello escursionistico non presentando difficoltà alpinistiche. Sovente viene salita insieme al vicino Grand Queyron sia partendo dalla val Germanasca e sia partendo dalla valle Argentera.